# 監査監督機関国際フォーラム
監査監督機関国際フォーラム（かんさかんとくきかんこくさいフォーラム、英: International Forum of Independent Audit Regulators, IFIAR）は、東京都千代田区大手町に本部を置く金融監督当局の国際機関である。アメリカの公開企業会計監視委員会（PCAOB）、イギリスの英国財務報告審議会（FRC）など、アフリカ、北アメリカ、南アメリカ、アジア、オセアニア、欧州から54か国・地域の公認会計士及びオーディットファーム（日本では監査法人が該当）を監督する機関が会員として加盟する。日本からは金融庁及び公認会計士・監査審査会が加盟しており、欧米以外に本部を置く初の金融関係国際機関である。

## 沿革
IFIARは2006年9月にパリで設立された（当時は常設事務所なし）。エンロン事件に端を発し会計不正が国際的にスクープされる中で、世界各国において独立した監査監督機関が設立されてゆき、それらの連携の場として18か国・地域の機関が発起メンバーとなった。創立総会は2007年に東京で開催された。
以後、加盟会員の増加及び監査をめぐる国際的な課題の深化から、情報共有の必要性が増大した。議長及び副議長を加盟会員の持ち回りで運営していたところ、2014年に常設事務局の開設を決定。誘致活動の結果、2016年に東京を本部とすることが決定し、2017年4月に開設された。これと同時に、代表理事会の設置などの組織改革もなされた。
2021年4月末時点の理事国（16か国）はオーストラリア、ブラジル、カナダ、台湾、フランス、ドイツ、ギリシャ、アイルランド、日本、オランダ、シンガポール、スイス、南アフリカ、トルコ、英国、米国となっている。
2021年4月末時点で54か国・地域の会員が加盟している。

## 目的・活動内容
IFIARでは以下の4項目を主目的として掲げている。
- 国際的な監査品質の向上
- 戦略的なソートリーダーシップを通じた、監査分野における国際的指導者としての役割の強化
- 統治体制及び運用の活性化
- 会員間の知見習得及び協力関係の促進

監査規制の国際的な動向や、監査法人のビジネスモデル及びガバナンスのあるべき姿などにつき議論が進められているが、監査法人のみならず上場企業の監査委員会や投資家等との情報交換も行っている。
2015年より４年間、検査指摘率の25%削減を目標とする取組みを行い、2019年に結果を公表。2019年から2023年も引き続き取り組みを行うこととしている。
また、国際的な当局間の情報共有を進めるため、2017年4月4日の東京総会にて多国間情報交換枠組み（Multilaternal Memorandum of Understanding：MMOU）を発効、2020年７月末時点で23か国・地域の会員が署名している。